# Frederik Rohde
Niels Frederik Martin Rohde (27. maj 1816 i København – 14. juli 1886 på Frederiksberg) var en dansk landskabsmaler.
Frederik Rohde var søn af bogholder i skifteretten Peder Rohde og Johanne født Holm. Efter sin konfirmation kom Frederik Rohde på Kunstakademiet og gennemgik dets skoler, medens han samtidig blev elev af J.L. Lund. Dog søgte han også vejledning hos Heinrich Buntzen og Christen Købke. Han udstillede som landskabsmaler fra 1835 og vakte så megen opmærksomhed, at Akademiet i 1842 gav ham et halvt års stipendium og derefter i to år. Han opholdt sig mest i Tyskland, Tyrol og Schweiz og modtog der en påvirkning af datidens tyske kunst, som ikke senere fuldstændig tabte sig. I 1852 var han blevet Agreèret ved Kunstakademiet og havde fået opgave til medlemstykke; men inden det var afleveret, var Akademiets forfatning forandret i 1857, og Rohde blev aldrig medlem. Han havde imidlertid særlig lagt sig efter at male vinterbilleder og opnåede fra først af en smuk virkning, som også kunne genfindes i senere arbejder, når man så dem i privat eje, medens den vel ensformige gentagelse i anordning og stemning svækkede interessen for dem på udstillingerne. Han var ved sin fordringsløse elskværdighed vel anset i kunstnerkredsen og var i mange år medlem af Kunstforeningens bestyrelse. I 1863 var han anden gang udenlands, med Det Anckerske Rejselegat.
Rohde blev 1852 gift med Emilie Johanne Caroline Brusch (født 1825), datter af restauratør C.F. Brusch.